# Giorgio Abetti
Giorgio Abetti (Padova, 5 ottobre 1882 – Firenze, 24 agosto 1982) è stato un astronomo e fisico italiano.

## Biografia
Come il padre Antonio Abetti, astronomo, intraprese gli studi e poi la propria attività di ricerca all'Università degli Studi di Padova, sotto la guida di Giuseppe Lorenzoni, laureandosi in Fisica nel 1904. Nel 1906-1908 si recò in Germania, all'Osservatorio astronomico di Berlino e a quello di Heidelberg per approfondire gli studi e collaborò all'osservazione dei satelliti di Saturno e alla misura di parallassi stellari.
Già dal 1905 si era tuttavia reso conto della necessità di un confronto con la ricerca astronomica statunitense che si stava evolvendo secondo schemi inediti non solo in Italia ma anche in Europa. Recatosi negli Stati Uniti nel 1908, fu dapprima a Chicago all'Osservatorio Yerkes e nel 1909 giunse a quello di Monte Wilson, dove compì importanti studi e osservazioni di protuberanze solari eseguite con lo spettroeliografo Rumford affiancato al telescopio Snow.
Tornato in Italia, lavorò prima come assistente presso l'Istituto di fisica terrestre di Napoli, poi come astronomo all'Osservatorio del Collegio romano. Nel giugno del 1913 partecipò alla spedizione De Filippi in Karakorum, Himalaya e Turkestan cinese e russo con le mansioni di astronomo geodeta e geofisico, ma fu costretto a rientrare prima del tempo a causa dello scoppio della prima guerra mondiale.
A guerra ancora non terminata, in qualità di ufficiale del Genio, partì nuovamente per gli Stati Uniti dove riuscì a dedicarsi all'astronomia: si recò infatti prima a Chicago dove trattò il sistema di classificazione degli spettri, poi a Washington e Pasadena. Nel 1918 si unì a una spedizione di astronomi dell'Osservatorio di Mount Wilson e partì per Green River (Wyoming), allo scopo di osservare, a 1 800 metri di altitudine, l'eclissi totale di sole dell'8 giugno.
Tornato in Italia nel 1921, successe al padre nella direzione dell'Osservatorio di Arcetri e nella cattedra di Astronomia dell'Istituto di studi superiori, che poi diventerà l'Università degli studi di Firenze nel 1924. In qualità di direttore dell'Osservatorio, Giorgio Abetti si adoperò per costruire la Torre solare, onde dotare l'istituto di uno strumento di avanguardia per la ricerca. Ad Abetti va ascritto il merito di avere intuito rapidamente che non si può fare ricerca senza costruire una scuola di allievi che possano con il loro ingegno allargare gli orizzonti degli studi. Si formarono alla scuola di Abetti astronomi di alto livello, molti dei quali diventeranno a loro volta direttori di vari osservatori astronomici (Napoli, Firenze, Catania, Torino, Trieste).
Il suo più importante contributo scientifico può essere considerato l'apprezzato articolo del 1929 sull'Handbuch der Astrophysik in cui fa il punto sui progressi della fisica solare. Questo lavoro è stato considerato per tanti anni una sorta di punto di partenza per la specializzazione di tanti giovani astronomi. Abetti è stato anche un grande divulgatore.

## Intitolazioni
A Giorgio e al padre Antonio Abetti è stato intitolato sia il cratere lunare Abetti, situato nei pressi del margine sud-orientale del Mare Serenitatis, sia l'asteroide 2646 Abetti, scoperto nel 1977.
Il Gruppo Astrofili Vicentini Giorgio Abetti sorto nel 1982 (anno della scomparsa dell'astronomo) è intitolato al suo nome.

## Archivio
Il Fondo Antonio e Giorgio Abetti, costituito dalle carte dei due astronomi (padre e figlio) con documentazione dal 1830 al 1970, è conservato presso la Biblioteca dell'Osservatorio astrofisico di Arcetri.

## Opere
- Amici e nemici di Galileo, Milano, Bompiani, 1945
- Il sole, Milano, U. Hoepli, 1936.
- Scienza d'oggi: dal cielo alla terra, Milano, Bompiani, 1941.
- Le stelle e i pianeti, Torino, Einaudi, 1945.
- Storia dell'astronomia, Firenze, Vallecchi, 1949.
- Esplorazione dell'universo, Bari, Laterza, 1959.
- Le nebulose e gli universi-isole, con Margherita Hack, Torino, Einaudi, 1959.